# 吉伦特河畔梅谢
吉伦特河畔梅谢（法語：Meschers-sur-Gironde，法語發音：[mɛʃe syʁ ʒiʁɔ̃d]）是法国滨海夏朗德省的一个市镇，位于该省西南部，属于桑特区。

## 地理
吉伦特河畔梅谢（45°33'27"N, 0°57'14"W）面积15.98 平方千米，位于法国新阿基坦大区滨海夏朗德省，该省份为法国西部滨海省份，北起旺代省，西临大西洋，南至吉倫特省，东南接多爾多涅省，东北接德塞夫勒省接壤，东临夏朗德省。
与吉伦特河畔梅谢接壤的市镇（或旧市镇、城区）包括：阿尔斯、圣乔治德迪多讷、塞米萨克、滨海勒韦尔东、滨海苏拉克、塔莱。

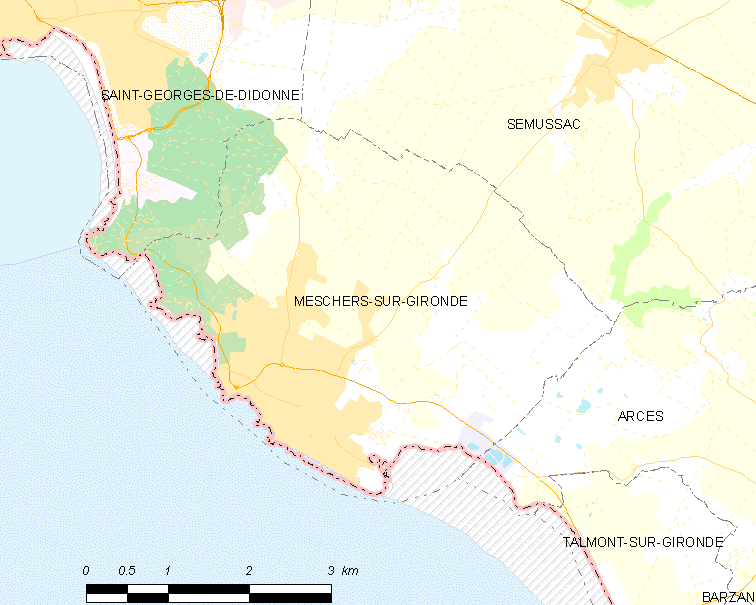
吉伦特河畔梅谢的OSM定位图

吉伦特河畔梅谢的时区为UTC+01:00、UTC+02:00（夏令时）。

## 行政
吉伦特河畔梅谢的邮政编码为17132，INSEE市镇编码为17230。

## 政治
吉伦特河畔梅谢所属的省级选区为桑通日-河口县。

## 人口

1962-2008年间吉伦特河畔梅谢人口变化图示

吉伦特河畔梅谢于2022年1月1日时的人口数量为3165人。